# Gentile III da Varano
Gentile III da Varano (... – 1399) è stato un condottiero e politico italiano, signore di Camerino dal 1385 al 1399.

## Biografia
Era figlio di Berardo II da Varano, signore di Camerino, e di Bellafiore di Gualtiero Brunforte.
Nel 1368 papa Urbano V lo nominò senatore di Roma. Nel 1375 fu podestà di Lucca. Gentile e il fratello Giovanni furono fedeli a papa Gregorio XI nell'inutile difesa di Fabriano. Col ritorno del papa a Roma, nel 1377 confermò ai fratelli il possesso di Tolentino e di San Ginesio. In quell'anno Gentile venne cacciato da Camerino dal fratello Rodolfo con l'accusa di voler consegnare la città all'esercito pontificio. Nel 1385 succedette al fratello Giovanni nella signoria di Camerino.
Espulse da Camerino i nipoti Gentile e Berardo (figli di Venanzio), che intendevano consegnare la città ai pontifici. Papa Bonifacio IX, succeduto a Urbano VI, inviò il nipote Andrea Tomacelli a ristabilire il potere pontificio e lo nominò governatore della Marca di Ancona. Non riuscì nell'intento di piegare Gentile da Varano, che prese Tamacelli come prigioniero. L'episodio rafforzò il potere dei Da Varano e il papa firmò un trattato di pace che durò per molti anni, concedendo loro il vicariato di San Ginesio, Tolentino, Sarnano, Fermo, Camerino e altri centri, per i quali pagavano un tributo alla Chiesa.
Morì nel 1399.

## Discendenza
Gentile sposò Teodora Salimbeni di Siena ed ebbero un unico figlio:
- Rodolfo (?-1424), signore di Camerino

## Ascendenza
|                                   |   |                     | Genitori |  |  | Nonni |  |  | Bisnonni            |  |  | Trisnonni           |  |
|                                   |   |                     |          |  |  |       |  |  | Berardo I da Varano |  |  | Gentile I da Varano |  |
|                                   |   |                     |          |  |  |       |  |  | Berardo I da Varano |  |  | Gentile I da Varano |  |
|                                   |   | Alteruccia d'Altino |          |  |  |       |  |  | Berardo I da Varano |  |  |                     |  |
| Gentile II da Varano              |   |                     |          |  |  |       |  |  | Berardo I da Varano |  |  |                     |  |
|                                   |   | Emma                | …        |  |  |       |  |  |                     |  |  |                     |  |
|                                   |   | Emma                | …        |  |  |       |  |  |                     |  |  |                     |  |
|                                   |   | Emma                | …        |  |  |       |  |  |                     |  |  |                     |  |
| Berardo II da Varano              |   | Emma                |          |  |  |       |  |  |                     |  |  |                     |  |
|                                   |   | …                   | …        |  |  |       |  |  |                     |  |  |                     |  |
|                                   |   | …                   | …        |  |  |       |  |  |                     |  |  |                     |  |
|                                   |   | …                   | …        |  |  |       |  |  |                     |  |  |                     |  |
| …                                 |   | …                   |          |  |  |       |  |  |                     |  |  |                     |  |
|                                   |   | …                   | …        |  |  |       |  |  |                     |  |  |                     |  |
|                                   |   | …                   | …        |  |  |       |  |  |                     |  |  |                     |  |
|                                   |   | …                   | …        |  |  |       |  |  |                     |  |  |                     |  |
| Gentile III da Varano             |   | …                   |          |  |  |       |  |  |                     |  |  |                     |  |
|                                   | … | …                   |          |  |  |       |  |  |                     |  |  |                     |  |
|                                   | … | …                   |          |  |  |       |  |  |                     |  |  |                     |  |
|                                   | … | …                   |          |  |  |       |  |  |                     |  |  |                     |  |
| Gualtiero Brunforte               | … |                     |          |  |  |       |  |  |                     |  |  |                     |  |
|                                   |   | …                   | …        |  |  |       |  |  |                     |  |  |                     |  |
|                                   |   | …                   | …        |  |  |       |  |  |                     |  |  |                     |  |
|                                   |   | …                   | …        |  |  |       |  |  |                     |  |  |                     |  |
| Bellafiore di Gualtiero Brunforte |   | …                   |          |  |  |       |  |  |                     |  |  |                     |  |
|                                   |   | …                   | …        |  |  |       |  |  |                     |  |  |                     |  |
|                                   |   | …                   | …        |  |  |       |  |  |                     |  |  |                     |  |
|                                   |   | …                   | …        |  |  |       |  |  |                     |  |  |                     |  |
| …                                 |   | …                   |          |  |  |       |  |  |                     |  |  |                     |  |
|                                   |   | …                   | …        |  |  |       |  |  |                     |  |  |                     |  |
|                                   |   | …                   | …        |  |  |       |  |  |                     |  |  |                     |  |
|                                   |   | …                   | …        |  |  |       |  |  |                     |  |  |                     |  |
|                                   |   | …                   |          |  |  |       |  |  |                     |  |  |                     |  |